# TV Noordzee

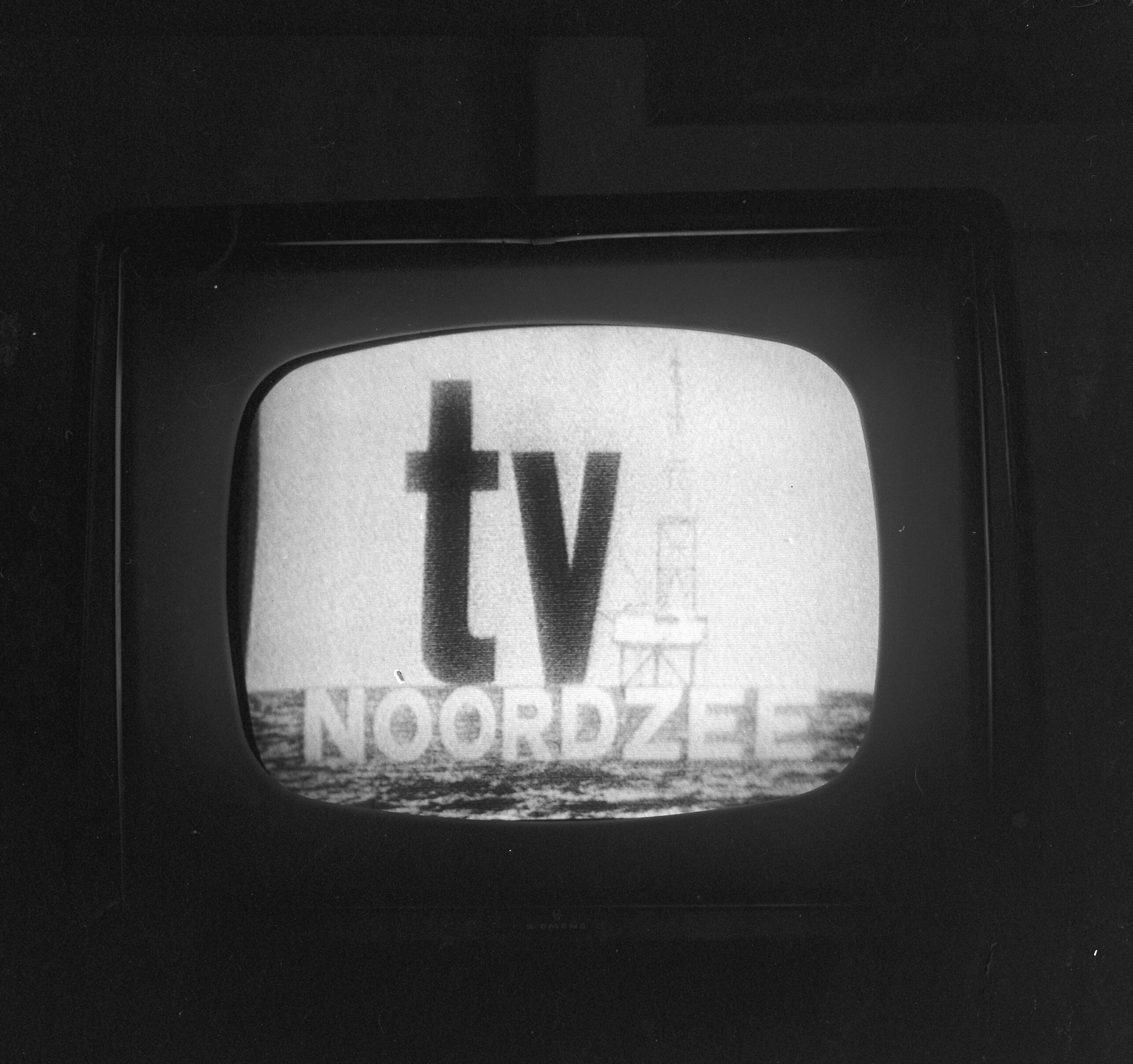
Testbeeld TV Noordzee (augustus 1964)

TV Noordzee was een Nederlandse televisiezender die in 1964 uitzond vanaf het REM-eiland, een onderkomen op ijzeren poten dat negen kilometer uit de Nederlandse kust bij Noordwijk in de Noordzee stond.
De eerste uitzending was op 1 september 1964, daarvoor werd vanaf 11 augustus een testbeeld uitgezonden. Op 17 december 1964 werd de zendapparatuur tijdens een actie van Rijkspolitie en Koninklijke Marine in beslag genomen. Later sloot de zender zich als TROS aan bij de publieke omroep.
Uitgezonden werden onder andere afleveringen van De onzichtbare man, Mr Ed, het sprekende paard, Rin Tin Tin, The Saint en Zorro.